# مايكل جونسون (لاعب كرة قدم)
:
مايكل جونسون (بالإنجليزية: Michael Johnson)‏، من مواليد 24 فبراير 1988 في مانشستر في إنجلترا، لاعب كرة قدم إنجليزي.
بدأ مسيرته الكروية مع نادي مانشستر سيتي في عام 2006، وهو يلعب معهم حتى الآن، أعترف أسطورة مانشستر سيتي اللاعب السابق كولن بل بأن يشاهد نفسه كثيرا عندما يرى موهبة الفريق اللاعب الشاب مايكل جونسون، بيل ذكر في تصريح نشرته صحيفة أخبار مساء مانشستر المتخصصة أن اللاعب مايكل جونسون يتطور بشكل ملحوظ مما سيجعل له الأثر الأكبر ليصبح لاعبا مميزا ضمن صفوف فريق مانشستر سيتي.

## روابط خارجية
- مايكل جونسون على موقع الاتحاد الأوربي (الإنجليزية)
- مايكل جونسون على موقع قاعدة بيانات كرة القدم.إي يو (الإنجليزية)
- مايكل جونسون على موقع ليكيب (الفرنسية)
- مايكل جونسون على موقع Soccerbase.com (لاعب) (الإنجليزية)
- مايكل جونسون على موقع Soccerway.com (الإنجليزية)
- مايكل جونسون على موقع عالم كرة القدم.نت (الإنجليزية)
- مايكل جونسون على موقع AS.com (الإسبانية)